# Francesco Piccinino
Francesco Piccinino (c 1407 - 16 d'octubre de 1449) va ser un condottiero italià.
Fill adoptiu del condottiero Niccolò Piccinino i germà de Jacopo Piccinino.
Participant en les guerres de Llombardia al costat de la República de Siena, fou derrotat pels florentins Niccolò da Tolentino i Micheletto Attendolo en 1432 a la batalla de San Romano.
En 1436 es va posar al servei d'Alfons el Magnànim durant la conquesta del Regne de Nàpols, prenent part en 1437 en el setge de Cerreto Umbra contra Francesco Sforza, i després d'alguns èxits, se'n va anar a assetjar Assís i després Pergola.
Al servei del duc de Milà en 1440 va lluitar en la batalla d'Anghiari, on Niccolò va ser greument derrotat, i després que el seu pare fos derrotat en la batalla de Monteluro en 1443 per Francesc Sforza i Sigismundo Malatesta, es quedà al comandament de les tropes mentre el seu pare es retirava a la Llombardia, el 19 d'agost de 1444 va ser derrotat de nou per les forces dels Sforza a la batalla de Montolmo i fet presoner, mentre Jacopo va ser capaç d'escapar.
En 1446 amb Luigi dal Verme va assetjar Cremona, però Scaramuccia da Forlì, enviat pel govern venecià va aconseguir aixecar el setge, i el 28 de setembre del mateix any, Piccinino va patir una derrota a la batalla de Casalmaggiore a mans de Micheletto Attendolo i, el 1447 en la batalla de Brianza, a la qual juntament amb Luigi dal Verme i Carlo Gonzaga fou derrotat pels venecians a les portes de Milà, i va haver de rebre el reforç de Scaramuccia Balbi per evitar el perill.
Malgrat aquests contratemps, les hi va arreglar per guanyar un contracte en virtut de la recentment formada República Ambrosiana, al costat de Jacopo, per tal de frustrar els objectius dels Sforza a la ciutat. No obstant això, ell va caure malalt d'edema i va morir a 1449. Sis anys abans s'havia casat amb Camilla dona Montone, filla del condottiero Braccio da Montone.